# Meunasah Tutong (Jaya)
Meunasah Tutong is een bestuurslaag in het regentschap Aceh Jaya van de provincie Atjeh, Indonesië. Meunasah Tutong telt 264 inwoners (volkstelling 2010).